# Quixabeira
Quixabeira este un oraș în statul Bahia (BA) din Brazilia.